# Gabriel Bonvalot
Pour les articles homonymes, voir Bonvalot.
Pierre Gabriel Édouard Bonvalot, né à Épagne (Aube) le 13 juillet 1853 et mort à Auteuil le 10 décembre 1933, est un explorateur français de l'Asie centrale et du Tibet. Il est le fils de Pierre Bonvalot et de Louise-Félicie, née Congniasse Desjardins en 1829.

## Expéditions de 1880-1887
Gabriel Bonvalot a longtemps exploré les régions musulmanes de l'Empire russe. En 1880, il décide d'étudier les territoires de l'Asie centrale conquis par la Russie. Il est financé par le ministère de l'Instruction publique. Guillaume Capus, docteur en sciences naturelles, botaniste et ethnologue, et Albert Pépin, dessinateur, l'accompagnent.
Il part de Tachkent en 1886 et parvient jusqu'à la frontière afghane. Pendant la saison hivernale, il demeure à Samarcande et cherche un moyen de traverser le Pamir du nord vers la région du sud appartenant à la Chine. Début 1887, il quitte la frontière kirghize et traverse les monts Alaï dans des conditions rendues difficiles par la neige. Il est souvent confronté pendant la traversée de ces territoires à l'inertie ou à l'hostilité locales à cause de sa qualité d'Européen, qui pénètre des contrées jusqu'alors fermées aux étrangers. Bonvalot doit donc parfois s'imposer par la menace pour obtenir l'équipement, les provisions, les bêtes et les porteurs dont il a besoin, malgré l'hostilité des autorités locales musulmanes. Il traverse ainsi le Pamir, le Chitral, où il est capturé plus d'un mois, l'Hindou Kouch et parvient au Cachemire. Il est récompensé pour cette expédition par la Société de géographie de Paris.

## Expédition de 1889-1890

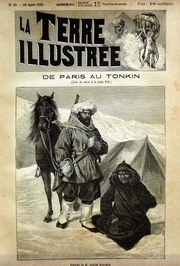
« De Paris au Tonkin »,
La Terre illustrée, 14 mars 1891.

### Débuts
Cette expédition est financée par le duc de Chartres, père du prince Henri d'Orléans qui l'accompagne et s'occupe de constituer l'herbier et de photographier. Ils quittent Paris le 6 juillet 1889 en pleine Exposition universelle. Ils savent que l'expédition sera périlleuse, d'autant plus qu'ils n'ont aucun espoir d'obtenir de passeports chinois pour traverser la Chine, l'Empire les refusant systématiquement aux étrangers s'aventurant en dehors de quelques grandes villes.
Le projet des deux explorateurs est de rallier le Tonkin, en Indochine française, en une seule traite. Ils prévoient de traverser l'Europe et la Russie en train, puis la Sibérie méridionale en troïka, de continuer à pied, ou à cheval, une fois passée la frontière du Turkestan russe et de continuer dans le Turkestan chinois. Bonvalot souhaite être le premier à traverser les déserts de Gobi et de Lop (en). Il pense couper ensuite à travers le Nord de l'immense plateau tibétain pour tenter de visiter Lhassa, fermée aux étrangers depuis cinquante ans. Enfin il compte traverser le Tibet oriental sur 1 700 kilomètres inexplorés jusqu'au Yunnan, pour finalement descendre le Mékong jusqu'en Indochine (mais c'est par le fleuve Rouge qu'il ira finalement au Tonkin). Cette expédition de six mille kilomètres doit être la plus longue jamais entreprise en terres inconnues.
Le début de l'expédition ressemble à un voyage touristique. Bonvalot retrouve à Moscou son assistant ouzbek d'un précédent voyage, Rachmed, qui doit les accompagner. Ils descendent en bateau la Volga et traversent l'Oural et la Sibérie méridionale vers Omsk, puis forment une caravane avec quelques hommes dans le Turkestan russe et s'arrêtent à Samarcande. Tout commence vraiment en septembre, après la frontière au dernier poste russe de Djarkent, après quoi Bonvalot et le prince d'Orléans doivent s'engager dans le Turkestan chinois moins sûr. Ils sont rejoints par un missionnaire belge, le RP Dedeken (1852-1896), qui doit regagner Shanghai et leur sert d'interprète, car il parle le chinois. Un interprète local en langue mongole qui a accompagné naguère Prjevalski est recruté, ainsi que quelques hommes, mais l'expédition ne possédant pas d'escorte doit se montrer prudente dans des régions parfois peu habitées et souvent dangereuses. Ils souhaitent également éviter les autorités chinoises, lorsqu'ils arrivent dans le Turkestan chinois, puisqu'ils n'ont pas de papiers en règle.

### En Chine et au Tibet

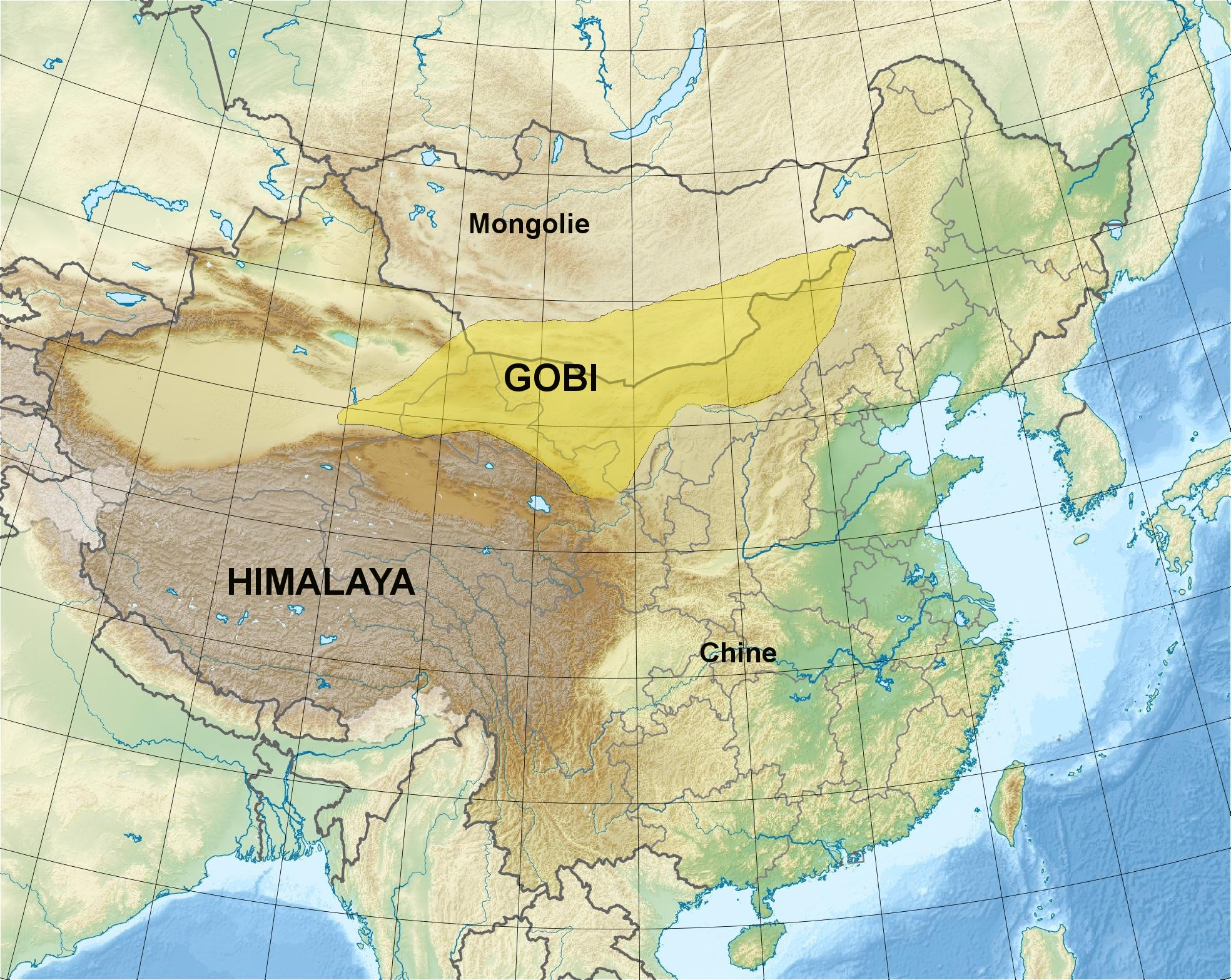
Carte.

La caravane parcourt d'abord la vallée de l'Ili, qui porte encore les traces de guerre, le massif des Tian Shan que les explorateurs longent sur trois cents kilomètres, avant de s'arrêter dans la bourgade de Kourla, puis de suivre les bassins du Tarim, dépasser l'Altyn-Tagh et les déserts du Lop Nor. Leurs trois employés russes ne les accompagnent, selon ce qui est prévu, que jusqu'aux confins du désert de Gobi. La caravane doit ensuite traverser le Tibet en plein hiver sous une température très rude. Les explorateurs font pression sur des villageois réticents en échange de montures et de guides, et vont jusqu'à menacer de faire prisonnier le chef local. Durant trois mois, ils ne croisent personne. Juste avant d'arriver à Lhassa en mars, des envoyés du gouvernement tibétain les arrêtent, les empêchant d'approcher de soixante kilomètres de Lhassa, zone interdite aux étrangers. Après de longues négociations, leur voyage peut reprendre. Ils doivent parcourir le plateau tibétain jusqu'à son extrémité orientale. Bonvalot et le prince d'Orléans sont les premiers Européens à se rendre au plateau tibétain du Changthang. Ils arrivent à Batang dévastée. Ils font alors une quantité de découvertes botaniques en plein printemps et au début de l'été. Ils atteignent Ta-tsien-lou, à la frontière du Tibet, en juin, où ils demeurent un mois. Gabriel Bonvalot décrit ainsi la ville :
« Ta-tsien-lou a une population composée de Tibétains et de Chinois. La plupart des Chinois sont soldats ou bien marchands, occupés surtout au commerce du thé, de l'or, de la rhubarbe et des peaux. On trouve aussi dans leurs boutiques des marchandises européennes, des tapis et des draps russes, des calicots anglais, de l'horlogerie suisse, des contrefaçons allemandes. ».
Ils rendent visite à la mission où se trouvent les PP. Biet, Dejean, Giraudeau, Soulié, des missions étrangères, qui envoient régulièrement leurs collections botaniques au Muséum national d'histoire naturelle, à Paris, et un naturaliste anglais, M. Pratt. C'est à cette occasion qu'il rapportent un spécimen de chat de Biet. Ils évitent une tentative d'émeute contre eux menée par un mandarin local et le P. Dedeken échappe à être jeté dans une rivière, car la population tibétaine refuse finalement par antipathie contre les Chinois les ordres du mandarin.
Les deux explorateurs explorent ensuite le Sichuan, puis traversent le Yunnan dont ils étudient la flore, la faune et la géographie, et ensuite descendent le fleuve Rouge en jonque, jusqu'à Hanoï qu'ils atteignent fin septembre 1890, puis ils prennent un paquebot des Messageries maritimes à Haïphong, jusqu'à Marseille, via Hong Kong. Rachmed les quitte à Port-Saïd pour rentrer chez lui au Turkestan russe.

### Résultats
Il reste de cette expédition le récit de Gabriel Bonvalot, celui du Père Dedeken, missionnaire belge, les photographies de son accompagnateur, Henri d'Orléans, et les livres que ce dernier publie. Le résultat du point de vue botanique est publié en 1891 pour la partie tibétaine et chinoise par Édouard Bureau et Adrien Franchet, botanistes du Muséum national d'histoire naturelle à Paris. Ce voyage scientifique sans précédent a été fort commenté sur le moment dans la presse de l'époque, malgré la qualité de membre de l'ancienne famille régnante de France, du prince Henri d'Orléans, ce qui n'est pas apprécié par certains scientifiques républicains.
Finalement ce voyage très important par les observations scientifiques, les spécimens botaniques fort nombreux d'espèces nouvelles qui sont envoyés au Muséum, n'a pas été exploité par les esprits français de l'époque et n'a pas rencontré l'écho qu'il aurait dû mériter dans les années suivantes, au contraire d'autres puissances qui ont su donner une résonance importante et durable à leurs propres découvertes d'une ampleur comparable.

## Politique
Gabriel Bonvalot voulait, par ses expéditions financées par le gouvernement français, asseoir la puissance française aux yeux du monde entier. C'est ainsi qu'après un voyage en Algérie en 1893, il se rapprocha des nationalistes, appuyés par la IIIe République qui soutenait dans son ensemble les opinions colonialistes, dites à l'époque « civilisatrices. » Il fut élu député à la Chambre de 1902 à 1906 du 10e arrondissement. Il fonde en 1893-94 et anime le Comité Dupleix (appelé dans les années 1930 Comité Dupleix-Bonvalot), qu'il préside jusqu'en 1930. Ce comité agit avant 1914 en faveur de la colonisation et préconise une réforme de l'enseignement. Il organise des dîners-conférences qui réunissent les élites, jusqu'en 1939. Il appartient au comité directeur de l'Union pour la Nation aux côtés de Jules Cambon, Camille Barrère, Jean-Louis Faure, Marcel Marion, l'amiral Lacaze, le général Mordacq, Arnold Netter, Raoul Allier, le député Henry Franklin-Bouillon et le sénateur martiniquais Henry Lémery.
Il est longtemps membre du comité directeur de la Ligue des patriotes, jusqu'en décembre 1932.
Il fut maire de Brienne-le-Château de 1912 à 1920. Une exposition en sa mémoire fut organisée en 2005 à la bibliothèque de cette ville.
Il fut fait chevalier de la Légion d'honneur à 35 ans en 1888 et officier de la Légion d'honneur en 1897.
Il vécut hameau Boileau (16e arrondissement de Paris). Il meurt dans le même quartier en 1933, au no 18 de la grande Avenue de la Villa-de-la-Réunion.
Il est enterré au cimetière de Loyasse à Lyon.

## Ouvrages
- En Asie Centrale. De Moscou en Bactriane (1884)
- En Asie Centrale. Du Kohistan à la Caspienne (1885)
- Du Caucase aux Indes, à travers le Pamir (1888), prix Marcelin Guérin de l’Académie française en 1889
- De Paris au Tonkin à travers le Tibet inconnu, ouvrage contenant cent huit illustrations d'après les photographies prises par le prince Henri d'Orléans (1892)
- L'Asie inconnue, à travers le Tibet, Paris, Flammarion (1896)
- Tachkent (1899)
- Sommes-nous en décadence ? (1899)
- Propos d'un Français (1911)
- Une lourde tâche (1913)
- Voyages. Les Chercheurs de routes. Marco-Polo (1924)